# Robbeneiland
Robbeneiland (ang. Robben Island) – wyspa w Zatoce Stołowej (Ocean Atlantycki), u wybrzeży kontynentu afrykańskiego, parę kilometrów na północny zachód od Kapsztadu w Republice Południowej Afryki. Wyspa ta nie jest kurortem wypoczynkowym. Służyła jako miejsce uwięzienia, wygnania i izolacji przez około cztery stulecia - przede wszystkim jako miejsce pobytu przywódców południowoafrykańskich ruchów anty-apartheidowych.

## Historia
Niemal od początku kolonizacji Afryki Południowej przez Europejczyków wyspa była więzieniem i miejscem zsyłek. W XVII w. Jan van Riebeeck, ówczesny gubernator posiadłości Holenderskiej Kompanii Wschodnioindyjskiej w tej części świata, więził tu przeciwnych jego władzy Hotentotów. W kolejnych wiekach wyspa służyła Brytyjczykom jako miejsce zsyłki trędowatych, chorych psychicznie i żebraków. W czasie II wojny światowej istniała tu baza wojskowa, a w 1960 powstało więzienie będące najcięższą kolonią karną w kraju czynne do 1991. Wyrok dożywotniego więzienia odsiadywał tu swego czasu Nelson Mandela w pojedynczej celi o wymiarach 4 m².
Część więźniów była zamknięta w małych celach z matą do spania i toaletą pod postacią wiadra. Każdego ranka byli budzeni o 5:30, aby opróżnić wiadra i rozpocząć kolejny dzień ciężkiej pracy. Czarni więźniowie otrzymywali gorszą dietę niż ich biali i kolorowi odpowiednicy. Co gorsza, byli pozbawieni kontaktu z bliskimi, ograniczającego się do półgodzinnej wizyty członka rodziny rocznie i tylko dwóch listów. Na "wyspie" przywódcy walki z uciskiem rasowym ukształtowali swoje myślenie polityczne i relacje („więzienny uniwersytet", „Mandela University“), które stały się cechą RPA po apartheidzie. Tutaj Mandela stał się najbardziej znanym liderem Afrykańskiego Kongresu Narodowego.

## Robben Island dzisiaj
Współcześnie Robben Island jest pomnikiem historycznym – w dawnych murach więzienia działa muzeum, a z Kapsztadu przypływają tu statki wycieczkowe wiozące turystów. Na wyspie utworzono ponadto rezerwat przyrody dla ochrony pingwinów i innych gatunków ptaków. Niewielka (5 kilometrów kwadratowych) wyspa jest istotną częścią historii RPA, ale dziś stoi w obliczu kilku poważnych zagrożeń. Jedno z nich to króliki. Na wyspie żyje około 25 000 królików. Głodne stworzenia pozbawiają wyspę roślinności i kopią tak rozległe nory, że mogą uszkodzić niektóre zabytkowe budowle.
W 1999 ze względu na tragedię jak i triumf organizacja UNESCO wpisała wyspę na listę światowego dziedzictwa kultury.
Dziś można wybrać się na przejażdżkę promem do tego, co obecnie nazywa się "Muzeum Robben Island". Standardowa wycieczka rozpoczyna się przy Nelson Mandela Gateway w Cape Town's Victoria & Alfred Waterfront i trwa łącznie około 3,5 godziny (rejs łodzią trwa pół godziny w jedną stronę). Wycieczki są często prowadzone przez byłych więźniów politycznych, którzy przekazują autentyczny obraz życia w więzieniu.

## Galeria

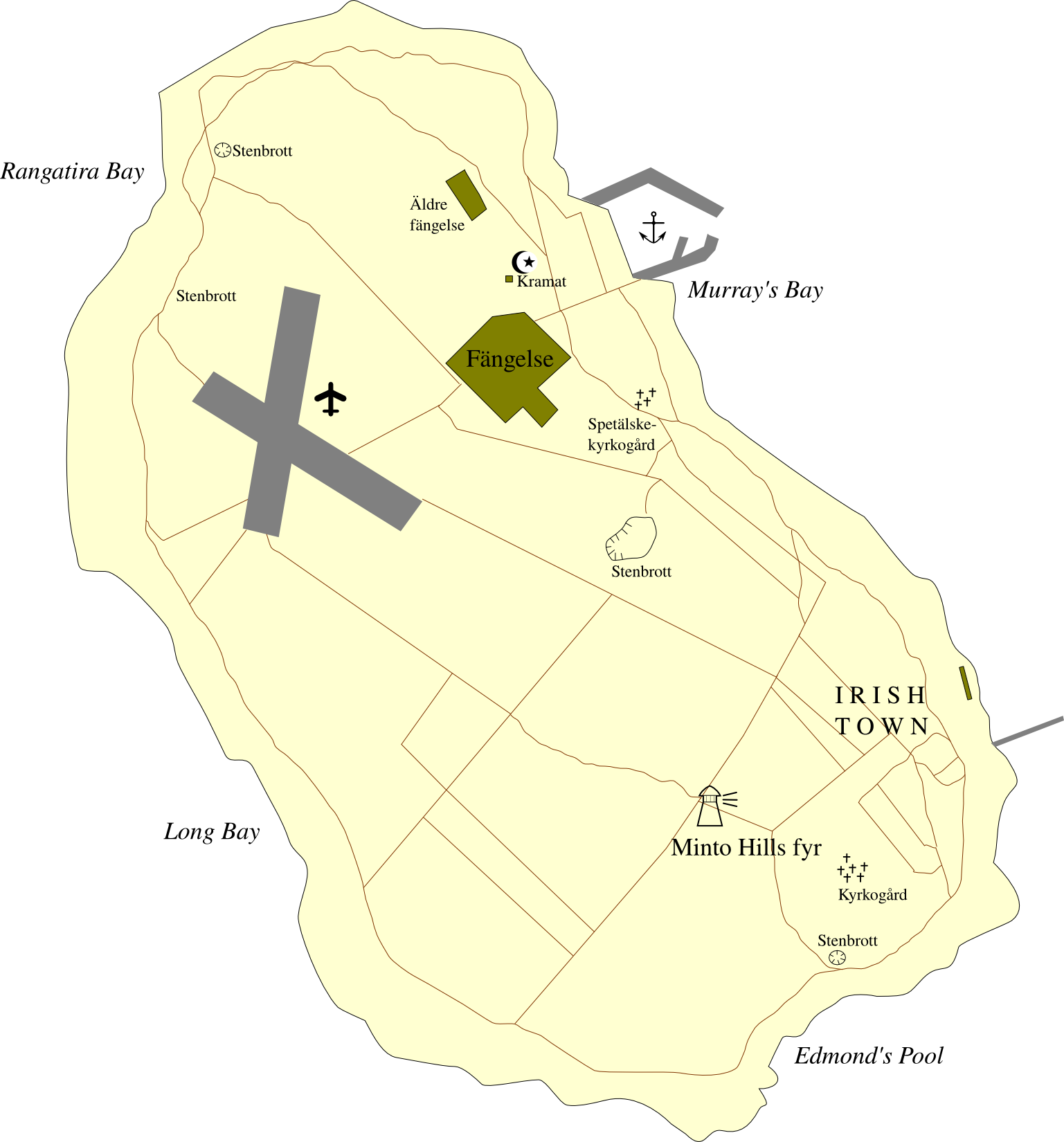
Mapka Robben Island
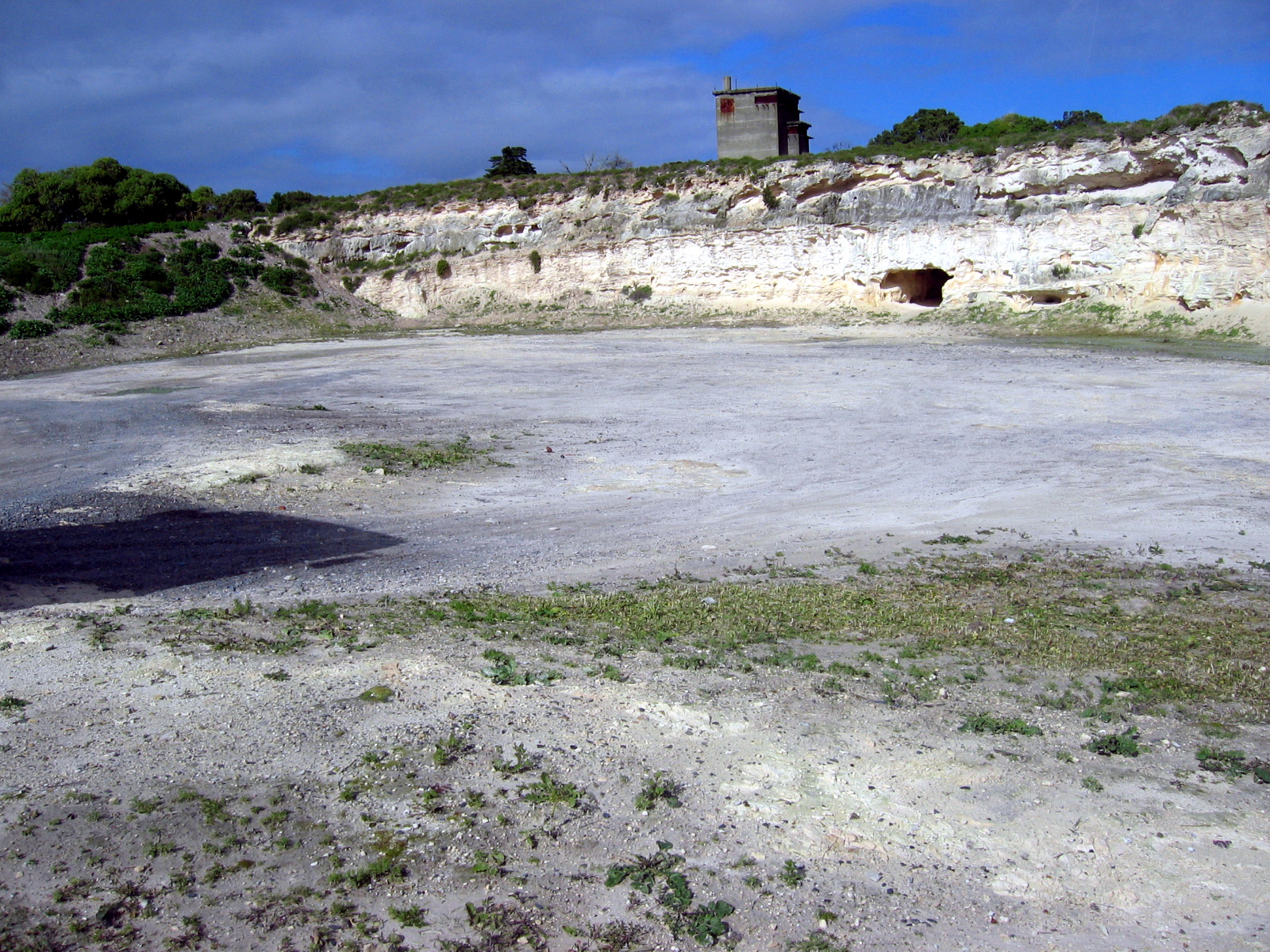
Kamieniołomy na Robben Island
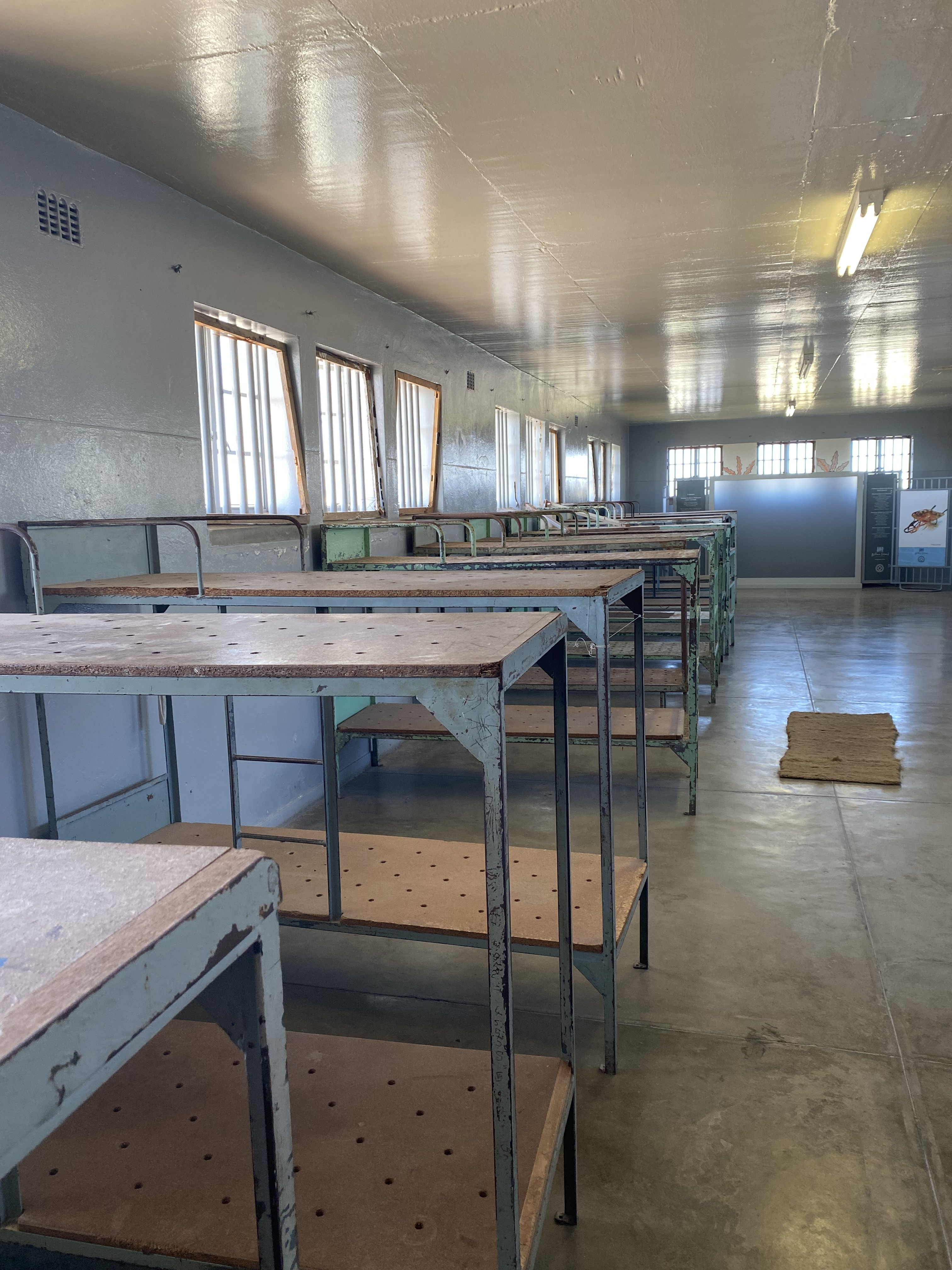
Cela wieloosobowa więzienia na Robben Island
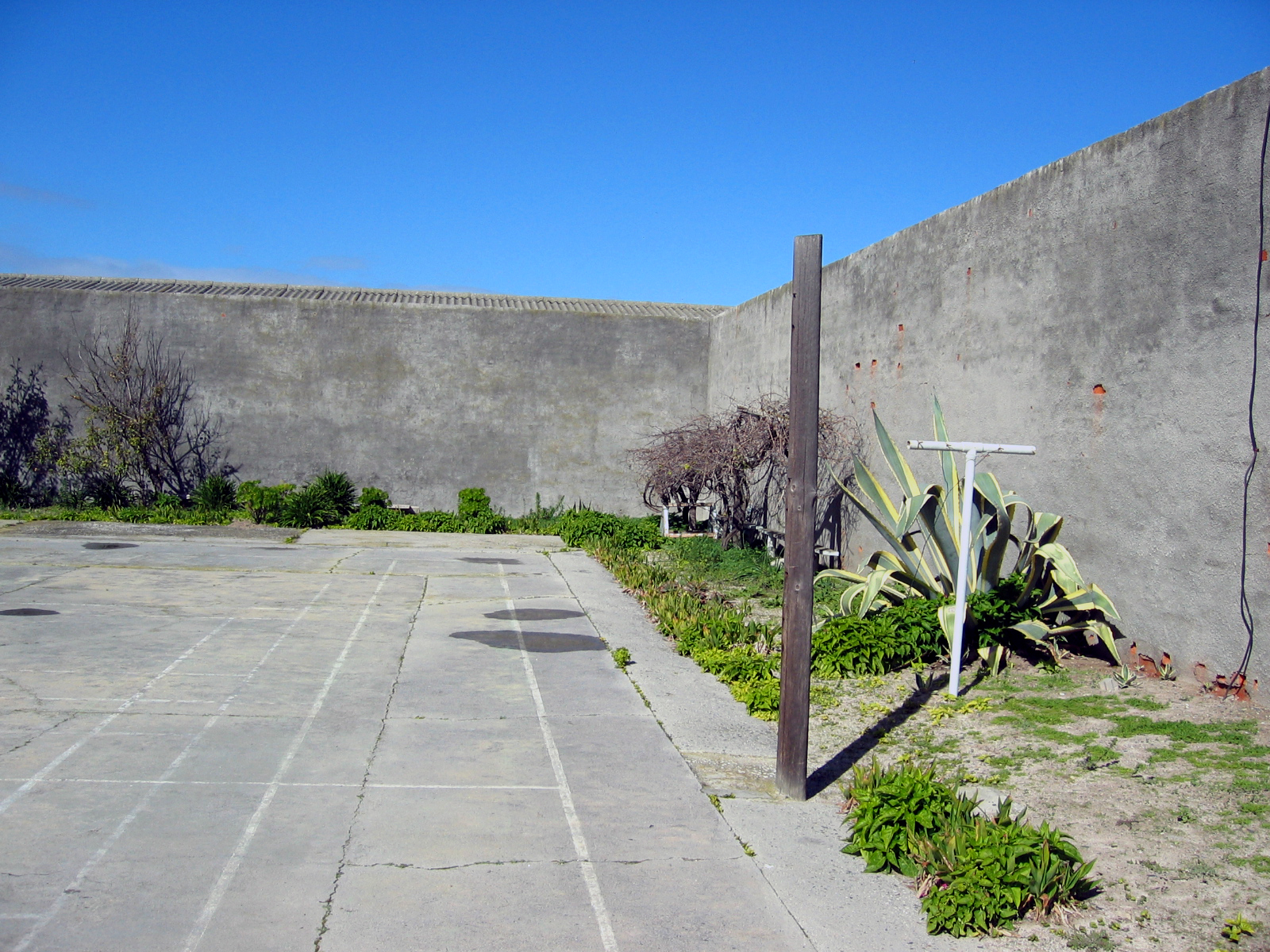
Dziedziniec więzienia na Robben Island
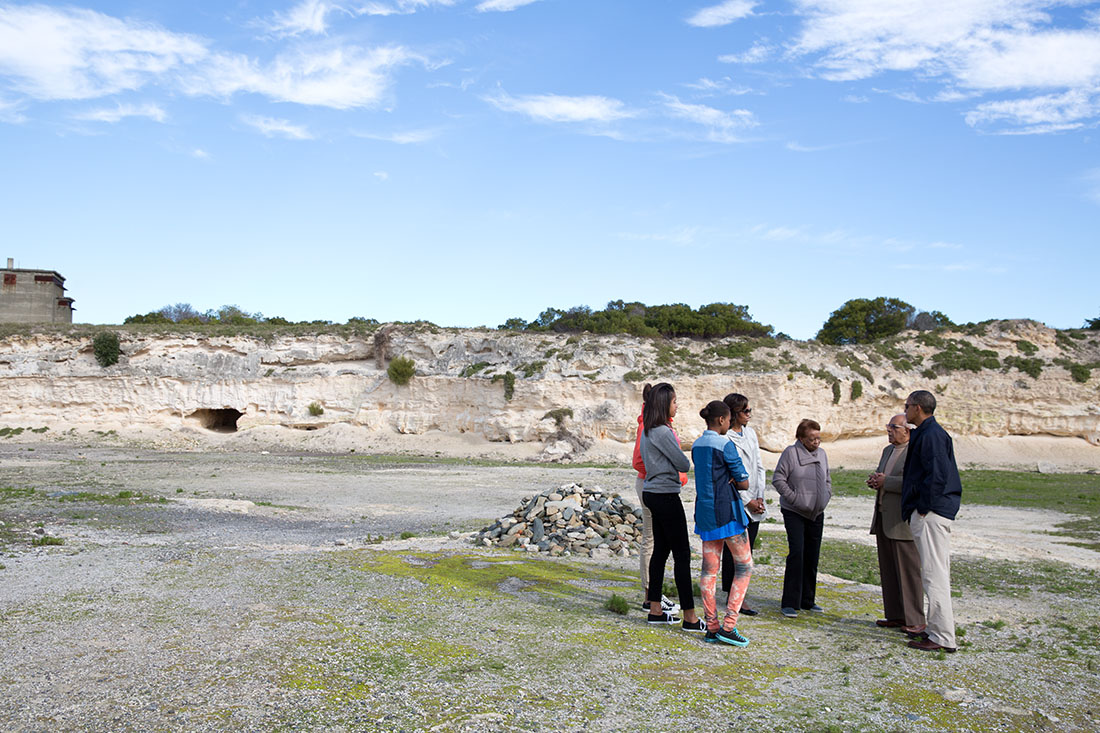
Ahmed Kathrada (więzień na Robben Island w latach 1964-1982) oprowadza prezydenta USA Baracka Obamę i jego rodzinę po więzieniu w 2013
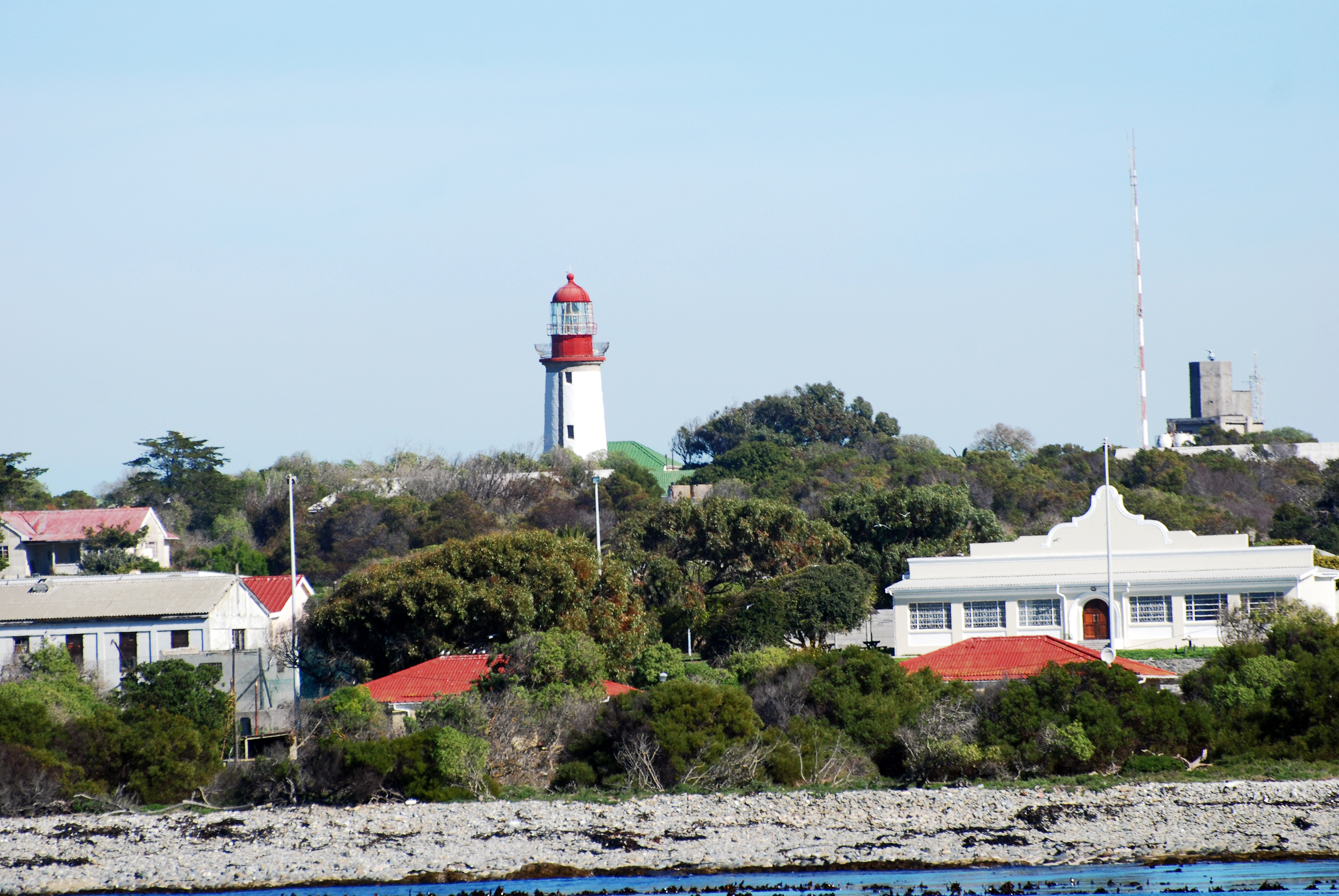
Osiedle w okolicy latarni morskiej na Robben Island